# Backspacer
Backspacer ist das neunte Studioalbum der US-amerikanischen Band Pearl Jam. Es erschien am 18. September 2009 auf dem bandeigenen Label Monkeywrench Records, vertrieben von Universal Music Group und mit Lizenzvereinbarung mit Island Records. Es ist mit knapp 37 Minuten Laufzeit das kürzeste Studioalbum der Bandgeschichte.

## Entstehung
Backspacer ist das erste Album seit Yield 1998, das mit Brendan O’Brien produziert wurde, der laut Sänger Eddie Vedder auch mehr in die Kompositionen eingreifen durfte: “At this point, I think we’re willing to let somebody cut the songs up a little bit.” („Inzwischen sind wir gewillt, jemand die Stücke ein wenig zurechtschneiden zu lassen.“) Er fuhr fort: “In the past, Brendan would say, ‘It’s a great song, but I think you should do it in a different key’, and we’d say no. But now that we’ve heard Bruce [Springsteen] has listened to his suggestions, I think we will too.” („Früher hätte Brendan gesagt, ‚Das ist ein großartiger Song, aber ich denke, ihr solltet ihn in einer anderen Tonart spielen‘, und wir hätten nein gesagt. Aber jetzt, nachdem wir gehört haben, dass Bruce Springsteen seinen Vorschlägen gefolgt ist, werden wir es, glaube ich, auch tun.“) Bassist Jeff Ament sagte, O’Brien bringe eine „brutal ehrliche“ Herangehensweise mit, das was funktioniere und das, was nicht gehe, aufzuzeigen. Das habe die Arbeit vorangebracht.

## Rezeption
Bei den Grammy Awards 2011 war das Album für den Grammy Award for Best Rock Album nominiert, konnte ihn jedoch nicht gewinnen. Stephen Thomas Erlewine von Allmusic schrieb, mit Backspacer gingen Pearl Jam wirklich zurück zu den „Basics“. Er bezeichnete es als ein „Party-Album“ für Pearl-Jam-Verhältnisse – „eine Party, die aus nichts als philosophischen Debatten bis in die frühen Morgenstunden bestünde, aber immerhin Party.“ Er vergab viereinhalb von fünf Sternen. Michael Rensen vom Rock Hard resümierte: „So tolle Songs sind Eddie Vedder & Co. schon lange nicht mehr aus Herz und Hirn gefluppt, und in dieser Form schlägt man den Großteil der Pseudo-Alterna-Rock-Superstars der letzten Dekade um Längen.“ Er vergab acht von zehn Punkten. Michael Schuh von Laut.de kommentierte: „Hatte man in den letzten Jahren oft das Gefühl, die Band verkrampfe bei ihren Versuchen, allen Erwartungen gerecht zu werden, ragen nun sogar Classic-Rock-Stücke wie Speed of Sound und Amongst the Waves wie Leuchttürme aus der Tracklist, deren Signale tatsächlich bis in die Ten-Vergangenheit leuchten.“ Es wurden vier von fünf Sternen vergeben.

## Titelliste
1. Gonna See My Friend (Vedder) – 2:48
2. Got Some (Ament) – 3:02
3. The Fixer (Cameron, Gossard, McCready) – 2:57
4. Johnny Guitar (Cameron, Gossard) – 2:50
5. Just Breathe (Vedder) – 3:35
6. Amongst the Waves (Gossard) – 3:58
7. Unthought Known (Vedder) – 4:08
8. Supersonic (Gossard) – 2:40
9. Speed of Sound (Vedder) – 3:34
10. Force of Nature (McCready) – 4:04
11. The End (Vedder) – 2:55

## Kommerzieller Erfolg

### Chartplatzierungen
Backspacer war auch das erste Album seit No Code 1996, das die Spitzenposition der Billboard 200 einnehmen konnte. In Deutschland erreichte es Platz drei, in Großbritannien Platz neun. 
| ChartsChartplatzierungen       | Höchstplatzierung | Wochen |
| ------------------------------ | ----------------- | ------ |
| Deutschland (GfK)              | 3 (6 Wo.)         | 6      |
| Österreich (Ö3)                | 3 (7 Wo.)         | 7      |
| Schweiz (IFPI)                 | 5 (8 Wo.)         | 8      |
| Vereinigte Staaten (Billboard) | 1 (32 Wo.)        | 32     |
| Vereinigtes Königreich (OCC)   | 9 (3 Wo.)         | 3      |

| ChartsJahrescharts (2009)      | Platzierung |
| ------------------------------ | ----------- |
| Vereinigte Staaten (Billboard) | 90          |

### Auszeichnungen für Musikverkäufe
| Land/Region                  | Auszeichnungen für Musikverkäufe (Land/Region, Auszeichnung, Verkäufe) | Verkäufe |
| ---------------------------- | ---------------------------------------------------------------------- | -------- |
| Australien (ARIA)            | Platin                                                                 | 70.000   |
| Italien (FIMI)               | Platin                                                                 | 60.000   |
| Kanada (MC)                  | Platin                                                                 | 80.000   |
| Neuseeland (RMNZ)            | Platin                                                                 | 15.000   |
| Portugal (AFP)               | Gold                                                                   | 10.000   |
| Vereinigte Staaten (RIAA)    | Gold                                                                   | 500.000  |
| Vereinigtes Königreich (BPI) | Silber                                                                 | 60.000   |
| Insgesamt                    | 1× Silber · 2× Gold · 4× Platin ·                                      | 795.000  |

Hauptartikel: Pearl Jam/Auszeichnungen für Musikverkäufe